# La Rosa (Hidalgo)
La Rosa es una localidad mexicana, localizada en el municipio de Singuilucan en el estado de Hidalgo.

## Historia
El 15 de septiembre de 2014, la localidad se desfusiona oficialmente de El Susto.

## Geografía
Se encuentra en la región geográfica de la Comarca Minera; |a la localidad le corresponden las coordenadas geográficas 20° 03’ 28.00” de latitud norte y 98° 29’ 16.00” de longitud oeste, con una altitud de 2490 m s. n. m. Cuenta con un clima templado subhúmedo con lluvias en verano, de mayor humedad.
En cuanto a fisiografía se encuentra en la provincia del Eje Neovolcánico, dentro de la subprovincia de Lagos y Volcanes de Anáhuac; su terreno es de lomerío. En lo que respecta a la hidrografía se encuentra posicionado en la región del Pánuco, dentro de la cuenca del río Moctezuma, y en la subcuenca del río Metztitlán.

## Demografía
En 2020 registró una población de 512 personas, lo que corresponde al 3.38 % de la población municipal. De los cuales 247 son hombres y 265 son mujeres.